# Стурдза-Буландра, Лючия

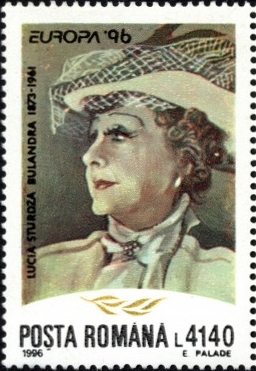
Лючия Стурдза-Буландра на почтовой марке Румынии 1996 г.

Лючия Стурдза-Буландра (рум. Lucia Sturdza-Bulandra, 25 августа 1873, Яссы — 19 сентября 1961, Бухарест, Румыния) — румынская актриса, театральный деятель, педагог, профессор Бухарестской консерватории, народная артистка СРР (1951). Лауреат Государственной премии СРР (1952).

## Биография
Представительница молдавского боярского рода Стурдза. Окончила факультет литературы и филологии в Бухаресте.
Не найдя работы, против воли родителей пошла на прослушивание в столичный Национальный театр и была принята в театральную труппу. Семья запретила ей использовать на сцене фамилию Стурдза.
Дебютировала на сцене Национального театра в Бухаресте в 1898 году. Артистическому мастерству училась у Аристиццы Романеску.
В 1914 году совместно с мужем Т. Буландрой организовала труппу, впоследствии ставшую художественно значимым театром, где в течение более 25 лет была актрисой, директором и режиссёром. Здесь ставилась национальная драматургия, воспитывались лучшие румынские актёры.
В 1941 году труппа распалась из-за отсутствия помещения, Л. Стурдза-Буландра перешла в Муниципальный театр в Бухаресте. С 1947 года работала директором этого театра, в 1961 году театру было присвоено имя Лючии Стурдза-Буландры.
В 1930—1961 годах — профессор Бухарестской консерватории.
В 1957—1961 годах — председатель румынской Ассоциации деятелей театра и музыки.
Умерла из-за травм, полученных при падении с лестницы.

## Избранные театральные роли
- Мария Стюарт («Мария Стюарт» Ф. Шиллера)
- Васса Железнова («Васса Железнова» М. Горького)
- Динеску («Разрушенная цитадель» Хория Ловинеску)
- Анна Каренина (Анна Каренина Л. Толстого)
- «Лес» А. Н. Островского
- Королева Марго
- Сафо
- в пьесах Оскара Уайльда, В. Сарду, Г. Ибсена и др.

Автор книг «Актёр и драматургия» (рум. «Actorul si arta dramatica», 1912) и «Воспоминания … Воспоминания …» (рум. «Amintiri... amintiri...», 1960). Перевела ряд произведений с французского, итальянского, немецкого и английского языков.

## Избранная фильмография
- 1911 — Amor fatal
- 1944 — Escadrila albă
- 1961 — Ziua unei artiste (документальный)

## Награды
- Орден Труда I степени (Румыния)
- Орден Звезды Румынии
- Орден Белого орла (Сербия)
- Medalia pro Benemerenti Classe I (Ватикан)
- Орден Культурных заслуг
- 1951 — Народный артист СРР
- 1952 — Государственная премия СРР

## Память
- С 1961 года бывший Муниципальный театр в Бухаресте (теперь Театр Буландра) носит имя Лючии Стурдза-Буландры
- В 1996 году почта Румынии выпустила марку с её изображением.
- В 2013 году, по случаю 140-летия со дня рождения Национальный банк Румынии ввёл в обращение серебряную монету в её честь.